# Dolinsk
Dolinsk (Russisch: Долинск; Japans: 落合) is een stad in de Oblast Sachalin, met 64.410 inwoners.

## Geografie
De stad ligt in het zuidoosten van het eiland Sachalin, circa 45 km ten noorden van Oblasthoofdstad  Joezjno-Sachalinsk, in het brede dal van de Najba. De kust van de Zee van Ochotsk ligt op 10 km afstand.

## Geschiedenis
In 1884 werd op de plaats van de vroegere Aino-nederzetting Siantsi het Russische dorp Galkino-Vrasskoje gesticht. Vanaf 1905 behoorde het, overeenkomstig het Verdrag van Portsmouth, onder de naam Otsjiai (Russisch Отиай, Otiai) tot Japan en ontwikkelde zich tot een stad, waarbij Otsjiai hier de samenvloeiing van twee rivieren betekent. In 1945 kwam de plaats weer onder Sovjetbestuur en werd vanaf 1946 Dolinsk genoemd (naar het Russisch dolina voor dal).

## Demografie
| Jaar | Inwoners |
| ---- | -------- |
| 1941 | 25.135   |
| 1959 | 14.802   |
| 1970 | 13.744   |
| 1979 | 14.776   |
| 1989 | 15.653   |
| 2002 | 12.555   |
| 2010 | 12.200   |

## Bezienswaardigheden
Noordwestelijk van de stad ligt, nabij de kust, het watervogelreservaat Lebjazje (Лебяжье, Zwanenmeer).

## Economie
In Dolinsk is er een papierfabriek en een machinebouwbedrijf. In de omgeving wordt er steenkool gedolven, bouwmaterialen geproduceerd en is er visverwerking.
Dolinsk ligt aan de smalspoorweg van Joezjno-Sachalinsk naar Nogliki.